# Канадский союз государственной службы

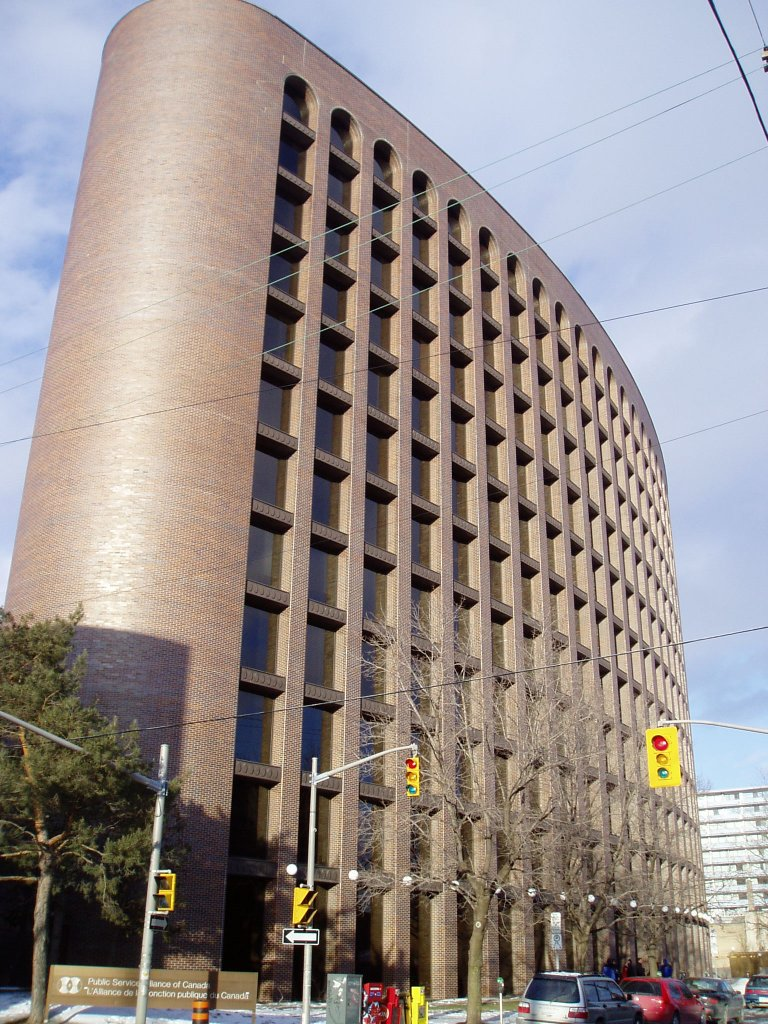
Штаб-квартира Альянса в г. Оттава.

Канадский альянс публичной службы, англ. Public Service Alliance of Canada, PSAC — один из крупнейших профсоюзов Канады, имеющий членов во всех провинциях и территориях. Объединяет сотрудников федеральных и муниципальных служб. Сотрудники профсоюза работают во всех публичных органах Канады, в том числе в зарубежных дипломатических миссиях и консульствах.
Около 160 тыс. членов профсоюза работают в федеральном правительстве, коронных корпорациях и правительственных агентствах (по делам иммиграции, рыболовства, продуктовой инспекции, на таможне и т. п.). В то же время, немалое число членов профсоюза работают в частном секторе: в убежищах для женщин, университетах, охранных агентствах и казино. На севере Канады к профсоюзу относится большинство работников правительств Юкона, Нунавута и Северо-западных территорий, а также ряда муниципалитетов.
Национальным президентом профсоюза является Джон Гордон, избранный в мае 2006 г. (ранее он был исполнительным вице-президентом профсоюза). До него этот пост занимала Николь Тюрмель, избранная в 2000 г.
Входит в Канадский конгресс труда.
Здание профсоюза, которое спроектировал в 1968 г. Пол Шёлер, является выдающимся примером модернистской архитектуры в Оттаве.

## Коллективные члены профсоюза
- Agriculture Union (AU/PSAC)
- Canada Employment and Immigration Union (CEIU/PSAC)
- Customs and Immigration Union (CIU/PSAC)
- Government Services Union (GSU/PSAC)
- National Component (NC/PSAC)
- Nunavut Employees Union (NEU/PSAC)
- National Health & Welfare Union (NHWU/PSAC)
- Natural Resources Union (NRU/PSAC)
- Union of Canadian Transportation Employees (UCTE/PSAC)
- Union of Environment Workers (UEW/PSAC)
- Union of National Defence Employees (UNDE/PSAC)
- Union of Northern Workers (UNW/PSAC)
- Union of Postal Communications Employees (UPCE/PSAC)
- Union of Solicitor General Employees (USGE/PSAC)
- Union of Taxation Employees (UTE/PSAC)
- Union of Veterans' Affairs Employees (UVAE/PSAC)
- Yukon Employees Union (YEU/PSAC)